# Fußball- und Sportverein Zwickau 2013-2014
Questa voce raccoglie le informazioni riguardanti il Fußball- und Sportverein Zwickau nelle competizioni ufficiali della stagione 2013-2014.

## Stagione
Nella stagione 2013-2014 il Zwickau, allenato da Torsten Ziegner, concluse il campionato di Regionalliga nordest al 6º posto.

## Rosa
| N. |                     | Ruolo | Calciatore       |
| -- | ------------------- | ----- | ---------------- |
| 2  | Germania (bandiera) | D     | Bene Brecht      |
| 4  | Germania (bandiera) | D     | Robert Paul      |
| 5  | Germania (bandiera) | D     | Mike Baumann     |
| 6  | Germania (bandiera) | C     | Christoph Göbel  |
| 7  | Germania (bandiera) | D     | Sebastian Doro   |
| 7  | Germania (bandiera) | A     | Oliver Genausch  |
| 8  | Germania (bandiera) | C     | Manuel Stiefel   |
| 9  | Germania (bandiera) | A     | Steffen Kellig   |
| 11 | Ucraina (bandiera)  | C     | Maxim Romanovski |
| 13 | Germania (bandiera) | C     | Marco Wölfel     |
| 14 | Germania (bandiera) | A     | Carsten Werneke  |
| 15 | Germania (bandiera) | A     | Shkodran Rexhaj  |

| N. |                     | Ruolo | Calciatore      |
| -- | ------------------- | ----- | --------------- |
| 16 | Germania (bandiera) | D     | Danny Troschke  |
| 16 | Germania (bandiera) | C     | Carsten Weis    |
| 17 | Germania (bandiera) | D     | Benjamin Fuß    |
| 18 | Germania (bandiera) | C     | Florian Eggert  |
| 19 | Germania (bandiera) | D     | Davy Frick      |
| 20 | Germania (bandiera) | D     | Marcel Trehkopf |
| 21 | Germania (bandiera) | P     | Marian Unger    |
| 22 | Austria (bandiera)  | C     | Daniel Gangl    |
| 23 | Germania (bandiera) | C     | Tobias Fugmann  |
| 25 | Germania (bandiera) | C     | Philipp Röhr    |
| 26 | Germania (bandiera) | P     | Norman Wohlfeld |
|    | Polonia (bandiera)  | A     | Hubert Bylicki  |

## Organigramma societario
Area tecnica
- Allenatore: Torsten Ziegner
- Allenatore in seconda: David Wagner
- Preparatore dei portieri: Steffen Süßner
- Preparatori atletici:
- Analisi video:

## Calciomercato

### Sessione estiva
| Acquisti | Acquisti         | Acquisti          | Acquisti |
| R.       | Nome             | da                | Modalità |
| -------- | ---------------- | ----------------- | -------- |
| C        | Maxim Romanovski | Siegen            |          |
| D        | Bene Brecht      | Hertha Berlino II |          |
| A        | Nicolas Hebisch  | Berliner AK 07    |          |
| C        | Carsten Weis     | Meuselwitz        |          |

| Cessioni | Cessioni         | Cessioni             | Cessioni |
| R.       | Nome             | a                    | Modalità |
| -------- | ---------------- | -------------------- | -------- |
| D        | Florian Grossert | Plauen               |          |
| D        | Eric Fischer     | Zwickau II           |          |
| C        | André Luge       | RB Lipsia            |          |
| C        | Stefan Schumann  | Zwickau II           |          |
| C        | Tom Wilhelm      | Hohenstein-Ernstthal |          |

### Sessione invernale
| Acquisti | Acquisti        | Acquisti         | Acquisti |
| R.       | Nome            | da               | Modalità |
| -------- | --------------- | ---------------- | -------- |
| A        | Oliver Genausch | Dinamo Dresda II |          |
| C        | Daniel Gangl    | Parndorf         |          |

| Cessioni | Cessioni        | Cessioni    | Cessioni |
| R.       | Nome            | a           | Modalità |
| -------- | --------------- | ----------- | -------- |
| A        | Nicolas Hebisch | Neustrelitz |          |

## Risultati

### Regionalliga

#### Girone di andata
| Arbitro: | Pawlowski |

|                                                               |           |  |
| Beck 28’, 47’ Schiller 30’ Fuchs 34’ Schröter 49’ Sowislo 76’ | Marcatori |  |

| Arbitro: | Lämmchen |

|                                                        |           |                                    |
| Frick 20’ Stiefel 40’, 66’ (rig.) Göbel 50’ Kellig 84’ | Marcatori | 18’ Kauter 61’ Breitkreuz 90’ Obst |

| Arbitro: | Lossius |

|                     |           |           |
| Becker 42’ Mihm 65’ | Marcatori | 36’ Frick |

| Arbitro: | Ostrin |

|                                |           |                     |
| Ullmann 18’ Stiefel 90’ (rig.) | Marcatori | 14’ (rig.) Rolleder |

| Arbitro: | Wilske |

|              |           |  |
| Zurawsky 89’ | Marcatori |  |

| Arbitro: | Kutscher |

|             |           |  |
| Hebisch 24’ | Marcatori |  |

| Arbitro: | Schwermer |

|  |           |                               |
|  | Marcatori | 57’ Malinowski 90’ Soltanpour |

| Arbitro: | Wilske |

|                       |           |          |
| Labisch 19’ Seitz 39’ | Marcatori | 51’ Weis |

| Arbitro: | Kluge |

|                                           |           |                                   |
| Frick 10’, 55’ Werneke 26’, 42’ Göbel 56’ | Marcatori | 4’ Wedemann 41’ Uzan 90’ Zolinski |

| Arbitro: | Koslowski |

|           |           |             |
| Shala 40’ | Marcatori | 35’ Werneke |

| Arbitro: | Ostrin |

|                    |           |             |
| Stiefel 50’ (rig.) | Marcatori | 9’ Regulski |

| Arbitro: | Pawlowski |

|                               |           |  |
| Jovanović 8’ Folarin 78’, 88’ | Marcatori |  |

| Arbitro: | Koslowski |

|                        |           |               |
| Werneke 30’ Kellig 53’ | Marcatori | 67’ Schindler |

| Arbitro: | Kluge |

|  |           |                     |
|  | Marcatori | 32’ Kellig 81’ Röhr |

| Arbitro: | Schwermer |

|            |           |           |
| Eggert 39’ | Marcatori | 36’ Özcin |

#### Girone di ritorno
| Arbitro: | Schmickartz |

|  |           |                      |
|  | Marcatori | 62’ Beck 75’ Sowislo |

| Arbitro: | Stolz |

|                                       |           |  |
| Kiesewetter 17’ Rockenbach 21’ (rig.) | Marcatori |  |

| Zwickau 2 marzo 2014, ore 13:30 CET 18ª giornata | Zwickau | 0 – 0 referto | Babelsberg | Sportforum Eckersbach (1 557 spett.)\| Arbitro: \| Ostrin \| |
| Arbitro:                                         | Ostrin  |               |            |                                                              |

| Arbitro: | Pawlowski |

|              |           |  |
| Grandner 39’ | Marcatori |  |

| Arbitro: | Gaunitz |

|           |           |  |
| Frick 45’ | Marcatori |  |

| Meuselwitz 23 marzo 2014, ore 13:30 CET 21ª giornata | Meuselwitz | 0 – 0 referto | Zwickau | bluechip-Arena (1 242 spett.)\| Arbitro: \| Schibull \| |
| Arbitro:                                             | Schibull   |               |         |                                                         |

| Arbitro: | Hösel |

|  |           |                       |
|  | Marcatori | 11’ Frick 87’ Stiefel |

| Zwickau 5 aprile 2014, ore 13:30 CEST 23ª giornata | Zwickau  | 0 – 0 referto | Germania Halberstadt | Sportforum Eckersbach (978 spett.)\| Arbitro: \| Wartmann \| |
| Arbitro:                                           | Wartmann |               |                      |                                                              |

| Arbitro: | Ostrin |

|                    |           |              |
| Uzan 1’ Razeek 82’ | Marcatori | 70’ Genausch |

| Arbitro: | Schwermer |

|                     |           |                 |
| Frick 17’ Göbel 21’ | Marcatori | 75’ (aut.) Paul |

| Arbitro: | Kluge |

|  |           |                            |
|  | Marcatori | 51’, 69’ Genausch 60’ Weis |

| Arbitro: | Wartmann |

|                        |           |  |
| Genausch 57’ Frick 64’ | Marcatori |  |

| Arbitro: | Ostrin |

|              |           |          |
| Sajbidor 36’ | Marcatori | 32’ Weis |

| Arbitro: | Pawlowski |

|                                                       |           |  |
| Stiefel 8’ (rig.), 52’ Genausch 17’ (rig.) Eggert 71’ | Marcatori |  |

| Arbitro: | Wartmann |

|                         |           |  |
| Lensinger 48’ Özcin 84’ | Marcatori |  |

## Statistiche

### Statistiche di squadra
| Competizione         | Punti | In casa | In casa | In casa | In casa | In casa | In casa | In trasferta | In trasferta | In trasferta | In trasferta | In trasferta | In trasferta | Totale | Totale | Totale | Totale | Totale | Totale | DR |
| Competizione         | Punti | G       | V       | N       | P       | Gf      | Gs      | G            | V            | N            | P            | Gf           | Gs           | G      | V      | N      | P      | Gf     | Gs     | DR |
| -------------------- | ----- | ------- | ------- | ------- | ------- | ------- | ------- | ------------ | ------------ | ------------ | ------------ | ------------ | ------------ | ------ | ------ | ------ | ------ | ------ | ------ | -- |
| Regionalliga nordest | 43    | 15      | 9       | 4       | 2       | 26      | 15      | 15           | 3            | 3            | 9            | 12           | 23           | 30     | 12     | 7      | 11     | 38     | 38     | 0  |
| Totale               | 43    | 15      | 9       | 4       | 2       | 26      | 15      | 15           | 3            | 3            | 9            | 12           | 23           | 30     | 12     | 7      | 11     | 38     | 38     | 0  |

### Andamento in campionato
| Giornata  | 1  | 2 | 3  | 4 | 5  | 6  | 7  | 8  | 9 | 10 | 11 | 12 | 13 | 14 | 15 | 16 | 17 | 18 | 19 | 20 | 21 | 22 | 23 | 24 | 25 | 26 | 27 | 28 | 29 | 30 |
| --------- | -- | - | -- | - | -- | -- | -- | -- | - | -- | -- | -- | -- | -- | -- | -- | -- | -- | -- | -- | -- | -- | -- | -- | -- | -- | -- | -- | -- | -- |
| Luogo     | T  | C | T  | C | T  | C  | C  | T  | C | T  | C  | T  | C  | T  | C  | C  | T  | C  | T  | C  | T  | T  | C  | T  | C  | T  | C  | T  | C  | T  |
| Risultato | P  | V | P  | V | P  | V  | P  | P  | V | N  | N  | P  | V  | V  | N  | P  | P  | N  | P  | V  | N  | V  | N  | P  | V  | V  | V  | N  | V  | P  |
| Posizione | 16 | 9 | 11 | 8 | 10 | 10 | 10 | 11 | 8 | 8  | 8  | 9  | 9  | 7  | 7  | 10 | 11 | 11 | 12 | 11 | 11 | 9  | 10 | 10 | 10 | 6  | 5  | 6  | 5  | 6  |

Legenda:

Luogo: C = Casa; T = Trasferta. Risultato: V = Vittoria; N = Pareggio; P = Sconfitta.

### Statistiche dei giocatori
| M. Baumann    | 18 | 0 | 6 | 0 |
| B. Brecht     | 23 | 0 | 9 | 0 |
| H. Bylicki    | 1  | 0 | 0 | 0 |
| S. Doro       | 1  | 0 | 1 | 0 |
| F. Eggert     | 24 | 2 | 4 | 0 |
| D. Frick      | 27 | 8 | 9 | 1 |
| T. Fugmann    | 24 | 0 | 3 | 0 |
| B. Fuß        | 18 | 0 | 3 | 0 |
| D. Gangl      | 5  | 0 | 0 | 0 |
| O. Genausch   | 12 | 5 | 1 | 1 |
| C. Göbel      | 29 | 3 | 8 | 0 |
| N. Hebisch    | 9  | 1 | 0 | 0 |
| S. Kellig     | 16 | 3 | 2 | 0 |
| R. Paul       | 29 | 0 | 6 | 0 |
| S. Rexhaj     | 4  | 0 | 0 | 0 |
| M. Romanovski | 15 | 0 | 4 | 0 |
| P. Röhr       | 28 | 1 | 4 | 0 |
| M. Stiefel    | 27 | 7 | 8 | 0 |
| M. Trehkopf   | 15 | 0 | 5 | 0 |
| D. Troschke   | 2  | 0 | 0 | 0 |
| M. Ullmann    | 11 | 1 | 2 | 0 |
| M. Unger      | 29 | 0 | 1 | 0 |
| C. Weis       | 28 | 3 | 3 | 0 |
| C. Werneke    | 10 | 4 | 2 | 0 |
| N. Wohlfeld   | 1  | 0 | 0 | 0 |
| M. Wölfel     | 9  | 0 | 0 | 0 |